# Ignacio Laquintana
Ignacio Jesús Laquintana Marsico (Paysandú, 1 de fevereiro de 1999) é um futebolista uruguaio que atua como ponta-direita ou meio-campista. Atualmente joga no Red Bull Bragantino.

## Carreira

### Início
Nascido em Paysandú, iniciou sua trajetória no Juventude Unida, de sua cidade, onde chegou a ser treinado por seu pai. Aos 16 anos, Nacho foi fazer um teste no Peñarol, mas acabou não ficando por indecisão da comissão técnica. Meses depois foi levado ao Defensor Sporting onde foi aprovado. Antes, também havia jogado no Paysandú FC.

### Defensor Sporting
Foi integrado ao time principal em janeiro de 2018, onde fez seu primeiro gol profissional em 10 de setembro de 2018, logo em sua estreia, no empate de 1–1 com o Cerro na 8ª rodada do Torneio Clasura.
O último jogo pelo roxo foi em 28 de março de 2021 começando no empate em 0 a 0 com o Cerro Largo, na 15ª rodada do Torneio Clausura 2020, que marcou o rebaixamento do Defensor Sporting. Em abril de 2021, a ida de Ignacio para o Peñarol estava acordada, já tendo até posado para fotos com a camisa do clube. Porém no dia 16, as negociações fracassaram e o jogador permaneceu no Defensor. O negócio firmado foi um empréstimo até o fim do ano, mas de última hora o aurirubro mudou termos do contrato e pediu 15% do passe de Nacho, termo que foi rejeitado pelos Violetas.
Abalado psicologicamente pela negociação não ter sido concretizada, tirou uma licença de 15 dias e recebeu apoio psicológico.

### Peñarol
Nacho foi anunciado pelo clube em 26 de agosto de 2021, sendo quarto reforço anunciado. Após quase seis meses sem atuar, estreou em 12 de setembro contra o Plaza Colonia, entrando nos acréscimos no lugar de Agustín Canobbio. Atuou em 72 jogos e fez oito gols pelo clube uruguaio, além de ter conquistado quatro títulos.

### Red Bull Bragantino
Foi anunciado como novo reforço do Red Bull Bragantino em 4 de abril de 2023, assinando até 2027. O valor da transferência foi de 1,2 milhões de euros (6 milhões de euros), equivalente a sua multa rescisória. Nacho chegou ao clube para suprir a ausência de Artur, que havia ido para o Palmeiras.
Fez sua estreia pelo Massa Bruta em 15 de abril, na vitória por 2–1 sobre o Bahia na 1ª rodada do Campeonato Brasileiro. Porém, acabou lesionando o tornozelo em sua segunda partida, em 22 de abril, no empate com o Cuiabá. Ficou três fazendo tratamento até iniciar a transição física para o campo em julho.
Voltou a atuar oficialmente em 23 de setembro de 2023, entrando aos 67 minutos do vitória por 2–0 sobre o América Mineiro na 24ª rodada do Brasileirão.

#### Empréstimo ao Santos
Em 2 de setembro de 2024, foi anunciado pelo Santos, com vínculo de empréstimo com validade até o dia 31 de dezembro de 2024.
Estreou, e como titular, na vitória de 1 a 0 sobre o Brusque, pela 25ª rodada da Série B do Campeonato Brasileiro. Ao fim da temporada, seria campeão desta Série B.

#### Retorno ao Red Bull Bragantino
Em janeiro de 2025, retornou de empréstimo ao Red Bull Bragantino.

## Seleção Uruguaia

### Sub-20
Foi um dos convocados para disputar o Torneio L’Alcúdia de 2018 em julho, na Espanha. Também disputou o Torneio quadrangular Cuatro Naciones em setembro do mesmo ano, no Catar, onde fez um gol no primeiro jogo. O Uruguai sagrou-se campeão ao vencer os três jogos da competição.

### Principal
Laquintana foi convocado pela primeira vez à Seleção por Diego Aguirre em março de 2024, para dois amistosos contra o País Basco e Costa do Marfim. Apesar de convocado, não atuou contra o País Basco e viveu expectativa de atuar contra a Seleção Marfinense, mas também não jogou.

## Estilo de jogo
Segundo a imprensa uruguaia, Nacho é um atacante pela direita tendo como principal virtude sua velocidade e sua movimentação setor direito, além de ser considerado o atacante mais rápido do futebol uruguaio nos últimos tempos.

## Vida pessoal
Em 2018 e antes de sua estreia profissional, Nacho foi submetido a dois cateterismos pois um eletrocardiograma feito mostrou um possível risco de arritmia com possibilidade de ter de usar um marca-passo. O primeiro foi feito no início do ano, onde foi removido um bloqueio arterial e o segundo no meio do ano, onde o problema foi totalmente corrigido.

## Títulos
Peñarol
- Torneo Clasura: 2021
- Campeonato Uruguaio: 2021
- Supercopa Uruguaia: 2022
- Torneo Apertura: 2023

Santos
- Campeonato Brasileiro - Série B: 2024